# Nestor
Pour les articles homonymes, voir Nestor (homonymie).
Dans la mythologie grecque, Nestor (en grec ancien Νέστωρ / Néstôr) est le roi de Pylos. Il apparaît dans l’Iliade comme un guerrier âgé mais encore vigoureux, réputé pour sa sagesse, qui prodigue régulièrement des conseils aux autres héros achéens. Il réapparaît dans l’Odyssée où il reçoit aimablement Télémaque venu en quête d'informations sur son père disparu, Ulysse. Plusieurs autres auteurs grecs antiques évoquent des aventures de Nestor. On lui prêtait en particulier une longévité exceptionnelle.

## Mythe antique

### Ascendance et jeunesse
Nestor est le plus jeune des fils de Nélée et de Chloris, roi de Pylos. Il en est le seul survivant après le massacre par Héraclès de tous ses frères. Deux traditions diffèrent pour expliquer qu'il ait survécu au triste destin de sa fratrie : soit qu'il ait été élevé à Gérénia, en Messénie, loin de ses frères, soit que lui seul ait refusé de participer à la tentative de vol des bœufs de Géryon, péniblement escortés par Héraclès, perpétrée par Nélée et ses onze autres fils. En reconnaissance, le héros aurait épargné sa vie et l'aurait fait roi de Messénie.

### Exploits avant la guerre de Troie
Apollon, pour se racheter du meurtre des Niobides, lui accorde de vivre plus de trois générations. Devenu roi, il combat à de multiples reprises les Pyliens et les Épéens, coupables de raids sauvages sur son royaume. Il manque de peu de massacrer les Molionides qui sont sauvés par Poséidon. Il vainc Éreuthalion en combat singulier. Il participe à la chasse au sanglier de Calydon, au combat des Lapithes contre les centaures et on évoque parfois son nom dans l'expédition des Argonautes.

### Durant la guerre de Troie
Il est le plus âgé et le plus sage des héros de la guerre de Troie. Dans l’Iliade et l’Odyssée, c'est un vieillard encore vaillant sur le champ de bataille, écouté avec respect par tous, surtout pour ses avis, son expérience et ses conseils lors des convocations du Conseil notamment. Ménélas lui demande conseil après l'enlèvement d'Hélène, et Nestor l'accompagne dans l'ensemble de la Grèce pour réunir les différents héros qui vont participer au conflit. Lui-même participe à la guerre avec un contingent de 90 navires. Il s'efforce aussi de ramener la concorde entre Achille et Agamemnon lors de la dispute entre les deux hommes. 

### Après la guerre de Troie
Nestor est l'un des rares Grecs connaissant un retour de la guerre sans histoire. Dans l'Iliade, il est souvent désigné avec l'épithète de « vieux meneur de char », et dans l'Odyssée, le fils d'Ulysse, Télémaque, lui rend visite pour prendre conseil.

### Descendance
Il passe, selon les auteurs, pour le mari d'Anaxibie ou d'Eurydice de Pilos. Il a plusieurs fils — Antiloque, Thrasymédès, Stratios, Persée, Arétos, Échéphron et Pisistrate —, dont les deux premiers participent à ses côtés à la guerre de Troie. Il a aussi deux filles, Pisidicé et Polycaste. Selon des versions postérieures à l'Iliade, son fils Antiloque, le meilleur ami d'Achille après Patrocle, lui sauve la vie en sacrifiant la sienne contre Memnon.

### Chez Platon
Dans le Phèdre, de Platon, Socrate fait de Palamède le sujet d’un jeu de mots dans lequel il rend avec sympathie Nestor et Ulysse auteurs d’écrits d’art oratoire.

## Représentations artistiques
Dans l'Antiquité, Nestor est souvent représenté au milieu d'autres personnages, dans des scènes ayant un lien avec la guerre de Troie. Sur le Bouclier de Scipion, datant du Ve siècle, il figure sous les traits d'un homme barbu, appuyé sur un bâton : cette scène représente soit le retour, soit le départ de Briséis, enlevée à Achille. Il apparait seul en train de mettre son armure sur un skyphos du milieu du Ve siècle av. J.-C. conservé au Museum of Fine Arts de Boston ; à la même époque, une amphore du Louvre le représente sur une face, alors que sur l'autre figure son fils Antiloque.
À l'époque moderne, Nestor figure dans des scènes inspirées de l'Iliade en tant que personnage secondaire. Il n'est un personnage central que lors de la visite de Télémaque à Pylos : ce moment est représenté dans un relief intitulé Télémaque reçu à Pylos par Nestor d'Antoine Bourdelle datant de 1884.

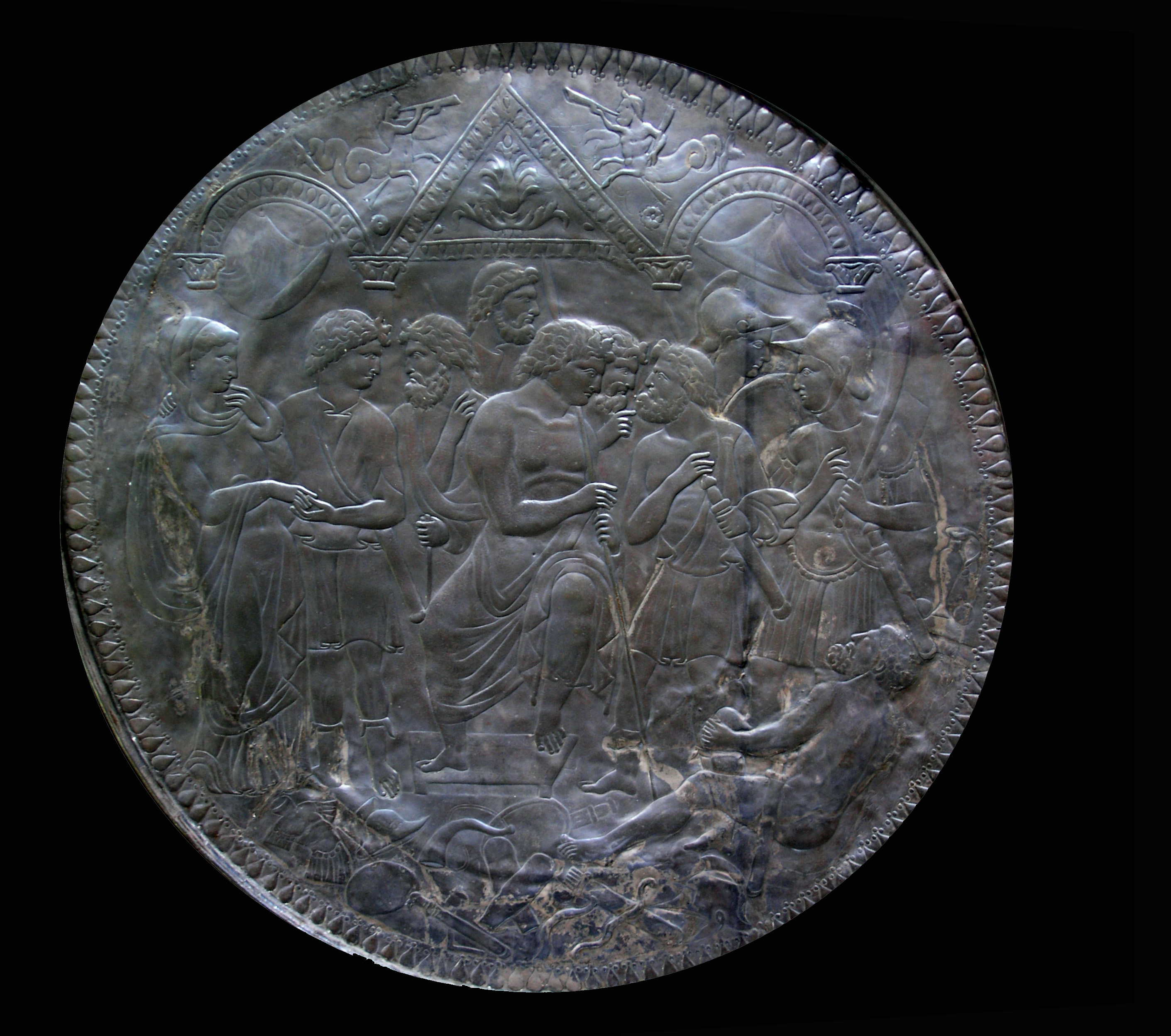
Bouclier de Scipion ou Plat d'Achille. Missorium d'entre les IVe et Ve siècles. Département des Monnaies, médailles et antiques de la Bibliothèque nationale de France.
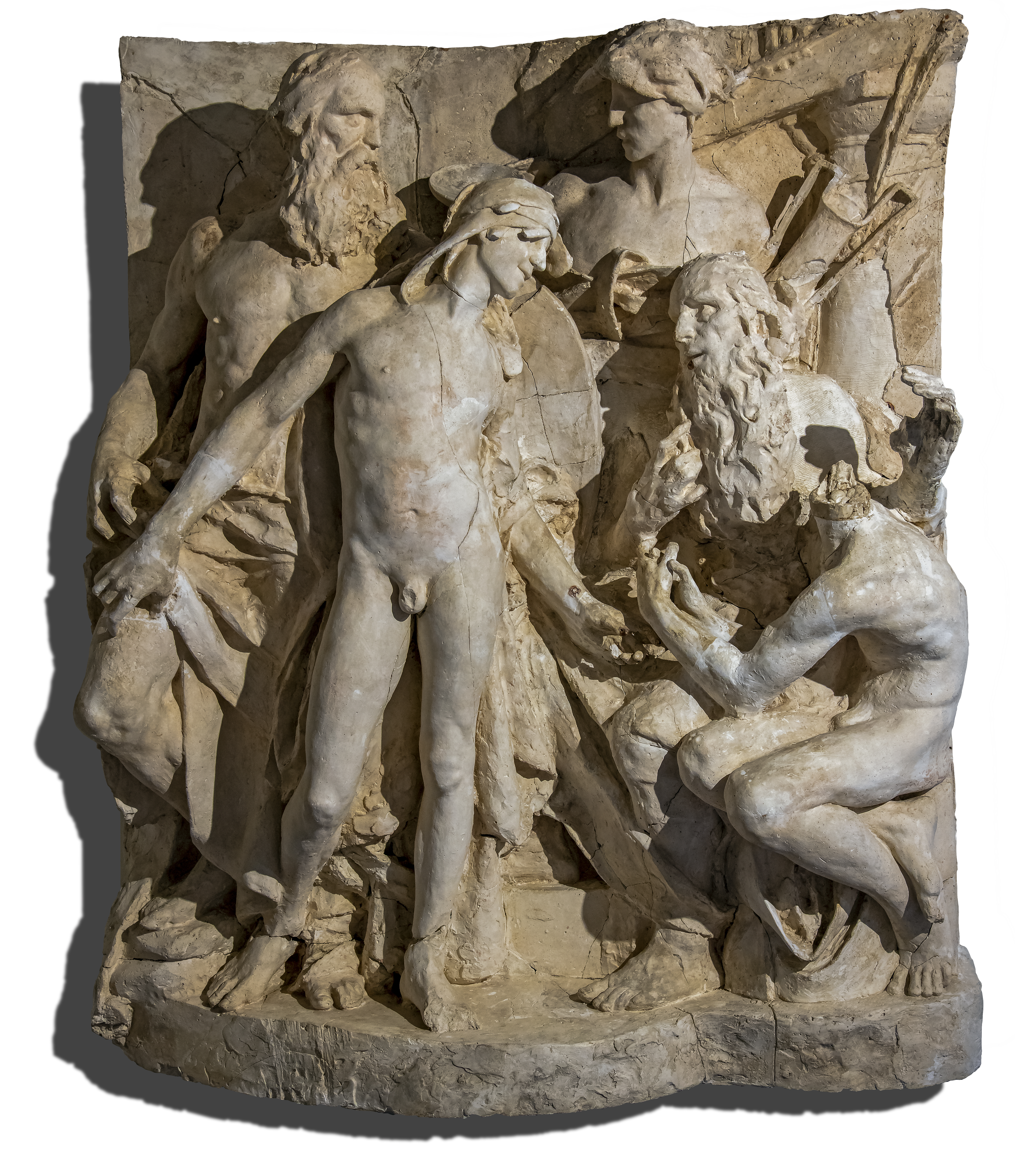
Télémaque reçu à Pylos par Nestor. Antoine Bourdelle, 1884. Musée Ingres-Bourdelle.

## Postérité

### Rattachement à des découvertes archéologiques
Un palais mycénien découvert en 1939 à 17 km au nord de la ville moderne de Pylos, en Grèce, a été surnommé Palais de Nestor.
Un vase découvert sur le site de l'antique Pithécusses en 1954 porte une inscription incluant le nom « Nestor », ce qui lui a valu le surnom de coupe de Nestor. L'inscription constitue peut-être une allusion littéraire à un passage de l’Iliade qui décrit une coupe beaucoup plus ornementée appartenant au roi Nestor.

### Géographie
- Pylos-Nestor, dème (région administrative) nommé en l'honneur du personnage en Grèce

### Expressions
Par antonomase, on appelle un « nestor » un vieillard respectable pour son âge et sa sagesse.

### Sources
- Pseudo-Apollodore, Bibliothèque [détail des éditions] [lire en ligne] (I, 8, 3 ; I, 9, 9).
- Homère, Iliade [détail des éditions] [lire en ligne] (passim), Odyssée [détail des éditions] [lire en ligne] (III, 157 et suiv.).
- Hygin, Fables [détail des éditions] [(la) lire en ligne] (XCVII).
- Ovide, Métamorphoses [détail des éditions] [lire en ligne] (VIII, 313 ; XII, 169 ; XIII, 63-64).
- Quintus de Smyrne, Suite d'Homère [détail des éditions] [lire en ligne] (III, 516).
- (en) Retours [détail des éditions] [lire en ligne].
- Strabon, Géographie [détail des éditions] [lire en ligne] (VIII, 3, 1 ; VIII, 13, 19).